# Mompha stellella
Mompha stellella é uma espécie de mariposa do gênero Mompha pertencente à família Coleophoridae.